# 해외민간투자공사
OPIC(Overseas Private Investment Corporation) 또는 해외민간투자공사는 미국 정부의 개발금융 기관이다. 민간자본의 150여개 개발도상국 투자를 지원한다. 1969년 12월 대외원조법(Foreign Assistance Act)에 근거해 설립, 1971년 1월부터 업무를 시작했다.

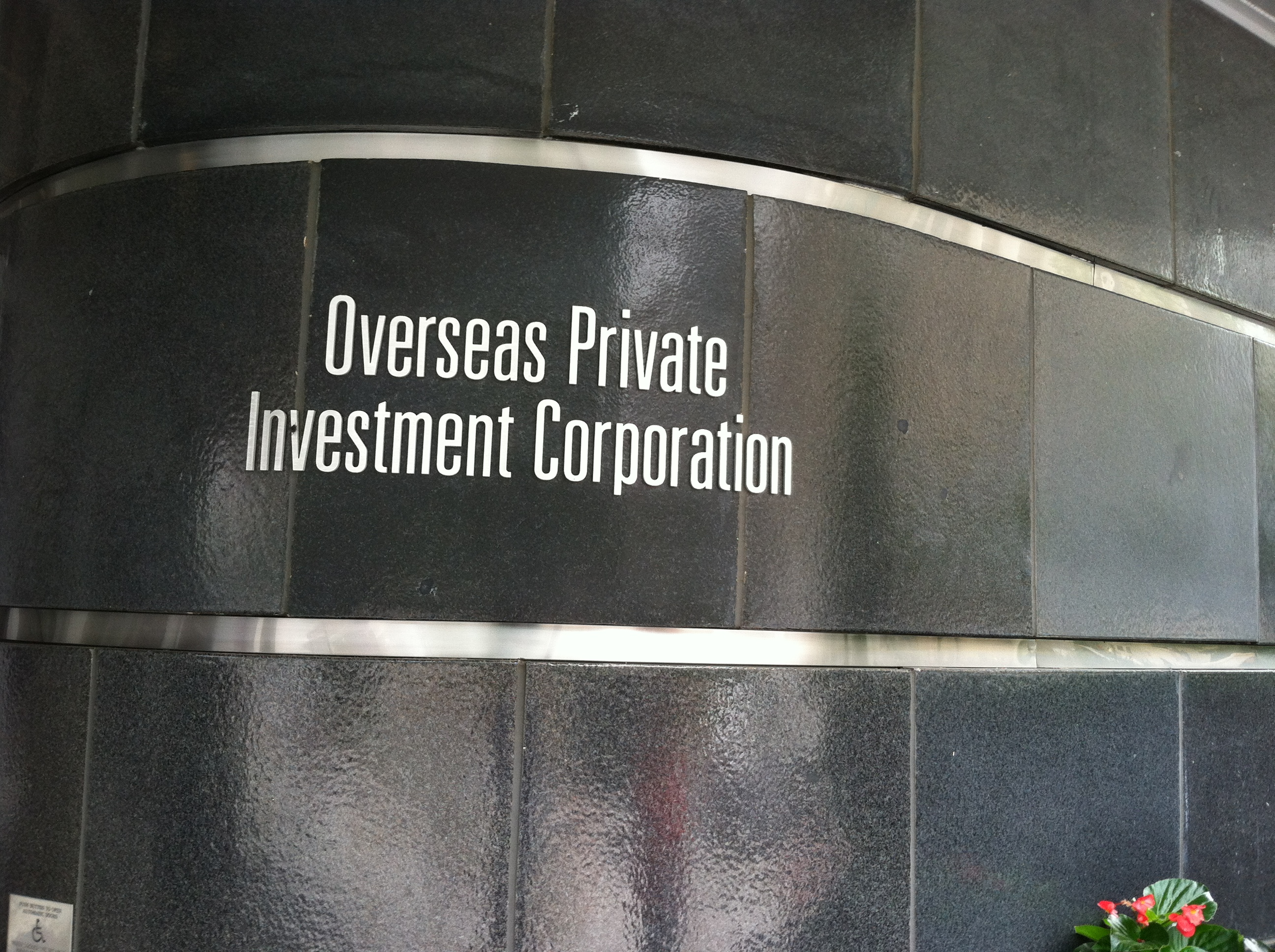
워싱턴 DC 의 해외 민간 투자 공사 본사 플라크

## 같이 보기
- 다자간 투자 보증 기구